# Sonic Speed Simulator
Sonic Speed Simulator è un videogioco a piattaforme incrementale online multiplayer di massa sviluppato e pubblicato da Gamefam Studios, su licenza e in associazione con Sega of America, e funge da introduzione ufficiale nel franchise di Sonic the Hedgehog sulla piattaforma di gioco e sviluppo di giochi Roblox.

## Modalità di gioco
Il giocatore deve vagare liberamente raccogliendo Ring e Chaos Orbs sparsi nelle varie mappe dei mondi. Muovendosi si guadagnano punti esperienza, raccogliendo le Chaos Orbs incrementa l'esperienza per raggiungere il livello successivo, per aumentare velocità e capacità di salto. L'esperienza massima di ogni livello aumenta con il livello del giocatore. L'esperienza si può aumentare anche tramite gli Sky Rings, completando missioni e prove a tempo (sfide che coinvolgono l'attraversamento di checkpoint e tagliare il traguardo generato il più in fretta possibile) e acquistando prodotti nei negozi del gioco. Il giocatore può rinascere in ogni momento, azzerando velocità, potenza e livello, ma restituisce i punti abilità, utilizzabili per acquistare potenziamenti permanenti.
All'inizio il personaggio giocante è l'avatar Roblox, ma si possono sbloccare i personaggi della serie completando missioni ed eventi a tempo limitato, raccogliendo carte, inserendo codici e acquistandoli per un periodo limitato.
Le prove e gli animali domestici, che danno benefici potenziabili, si ottengono spendendo ring alle macchinette di vendita e completando missioni, obiettivi e prove a tempo. Prove e animali si possono potenziare alle apposite macchine con ring, ring stella rossa o entrambi, e gli stessi si possono fondere in forme "evolute".
Per sbloccare il mondo successivo, il giocatore deve raccogliere cinque Gate Keys dalle missioni.

## Personaggi
Nel gioco si possono sbloccare più di 100 skin di diverse rarità completando determinate missioni. Alcuni personaggi hanno l'aspetto o abbigliamento tratto da vari giochi o media.

### Comuni
- Avatar Roblox

### Rari
- Sonic the Hedgehog
- Miles "Tails" Prower
- Knuckles the Echidna
- Sonic da Adventure
- Knuckles cappello da compleanno

### Epici
- Amy Rose
- Shadow Androide blu
- Shadow Androide rosa
- Tails aviatore
- Big the Cat
- Knuckles campeggiatore
- Amy chef
- Metal Sonic cromato
- Cream the Rabbit
- E-10000G
- Espio invisibile
- Amy kunoichi
- Tails meccanico
- Amy popstar
- Riders Knuckles
- Riders Sonic
- Riders Tails
- Tails marinaio
- Sonic in tuta stealth
- Knuckles cacciatore di tesori

### Leggendari
- Adventure Knuckles
- Adventure Shadow
- Adventure Tails
- Shadow Androide verde
- Shadow Androide
- Shadow Androide rosso
- Shadow Androide giallo
- Big pescatore
- Metal Sonic corazzato
- Rouge la Stecca
- Shadow motociclista
- Sonic re del compleanno
- Rose la Nera
- Blaze the Cat
- Capitan Vector
- Charmy Bee
- Amy classica
- Knuckles classico
- Sonic classico
- Tails classico
- Darkness Riders Shadow
- Detective Tails
- E-123 Omega
- Espio the Chameleon
- Metal Knuckles falso
- Metal Sonic falso
- Metal Tails falso
- Shadow fiamma
- Frontiers Sonic
- Metal Sonic 3.0 dorato

Omega in stile oro
- Shadow tuta da corsa oro
- Sonic tuta da corsa oro
- Shadow in stile oro
- Silver in stile oro
- Sonic in stile oro
- Vector in stile oro
- Metal Sonic ologramma
- Sonic giullare
- Jet the Hawk
- Shadow karateka
- Sonic karateka
- Blaze domestiva
- Marine the Raccoon
- Metal Sonic
- Knuckles del film
- Tails del film
- Nine
- Shadow ninja
- Amy pixel
- Knuckles pixel
- Prime Rouge
- Amy tuta da corsa
- Amy classica tuta da corsa
- Knuckles classico tuta da corsa
- Sonic classico tuta da corsa
- Tails classico tuta da corsa
- Jet tuta da corsa
- Shadow tuta da corsa
- Silver tuta da corsa
- Tails tuta da corsa
- Rebel
- Knucks
- Riders Blaze
- Riders Cream
- Riders Shadow
- Riders Silver
- Sonic rockstar
- Rouge the Bat
- Shadow reale
- Rusty ROse
- Gemerl spaventapasseri
- Shadow the Hedgehog
- Silver the Hedgehog
- Sonic (stile New Yoke)
- Sonic (stile Nessunposto)
- Sonic Steampunk
- Storm the Albatross
- Tails giocattolaio
- Sonic classico in smoking
- Vector the Crocodile
- Sonic zebra

### Esotici
- Chaos Sonic
- Shadow ghepardo
- Metal Sonic circuito
- Shadow orologiaio
- DJ Knuckles
- Elite Sonic
- Amy cartomante
- Gemerl
- Grind Shoe Sonic
- Metal Sonic olografico
- Knuckles il Terribile
- Rouge kunoichi
- Sonic del film
- Shadow ninja (senza maschera)
- Sonic ninja (senza maschera)
- Phantom Rider
- Tails pixel
- Pro Riders Amy
- Big tuta da corsa
- Cream tuta da corsa
- Espio tuta da corsa
- Knuckles tuta da corsa
- Metal Sonic tuta da corsa
- Omega tuta da corsa
- Rouge tuta da corsa
- Sonic tuta da corsa
- Vector tuta da corsa
- Riders Amy
- Rouge rockstar
- Shadow rockstar
- Silver rockstar
- Knuckles della serie
- Silver steampunk
- Sonic in smoking
- Shadow stregone
- Whisper the Wolf

### Stagionali
- Werehog incatenato
- Amy pasquale
- Blaze pasquale
- Cream pasquale
- Sonic pasquale
- Tails elfo
- Amy gotica
- Metal Sonic mietitore tetro
- Big allegria natalizia
- Blaze allegria natalizia
- Silver allegria natalizia
- Sonic allegria natalizia
- Sonic classico allegria natalizia
- Blaze ragazza magica
- Espio mummia
- Omega zucca
- Metal Sonic mietitore
- Knuckles renna
- Knuckles scheletro
- Amy estiva
- Blaze estiva
- Cream estiva
- Jet estivo
- Rouge estiva
- Shadow estivo
- Silver estivo
- Sonic estivo
- Storm estivo
- Wave estiva
- Amy San Valentino
- Sonic San Valentino
- Shadow vampiro
- Silver vampiro
- Sonic vampiro
- Sonic the Werehog
- Cream invernale
- Jet invernale
- Shadow invernale
- Sonic invernale
- Cream strega
- Rouge strega

### Super
- Doom Shadow
- Silver ESP
- Neo Metal Sonic
- Super Shadow
- Super Sonic

### Limitati
- Shadow Androide dorato
- Sonic in stile cromato
- Knuckles falso oro
- Sonic falso oro
- Metal Sonic oro
- Jet in stile oro
- Knuckles in stile oro
- Rouge in tile oro
- Tails in stile oro
- Amy luminosità
- Espio luminosità
- Knuckles luminosità
- Metal Sonic luminosità
- Omega luminosità
- Rouge luminosità
- Silver luminosità
- Shadow luminosità
- Sonic luminosità
- Tails luminosità
- Phantom Rider senza maschera